# سيمون فيرغسون
سيمون فيرغسون (13 مايو 1961 - ) (بالإنجليزية: Simon Ferguson)‏ هو لاعب كريكت بريطاني.